# Liste der Auslandsvertretungen Bangladeschs

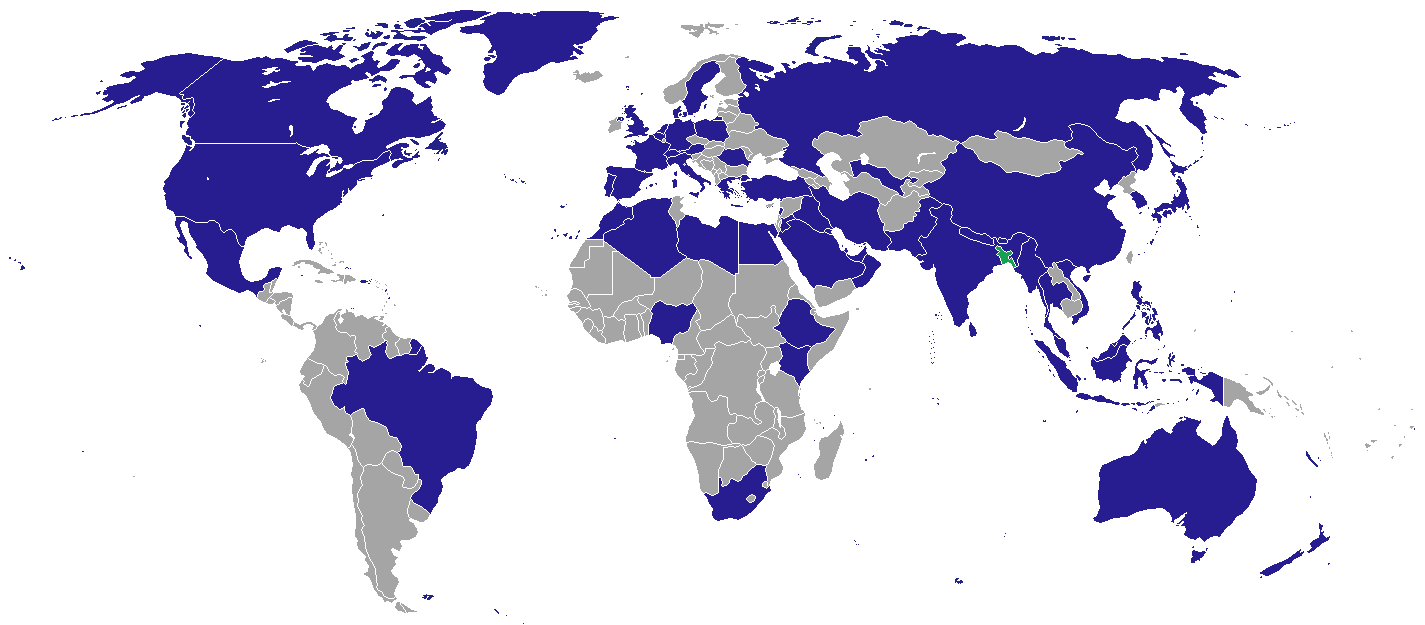
Standorte der diplomatischen Vertretungen von Bangladesch

Dies ist eine Liste der diplomatischen und konsularischen Vertretungen von Bangladesch.

## Diplomatische und konsularische Vertretungen

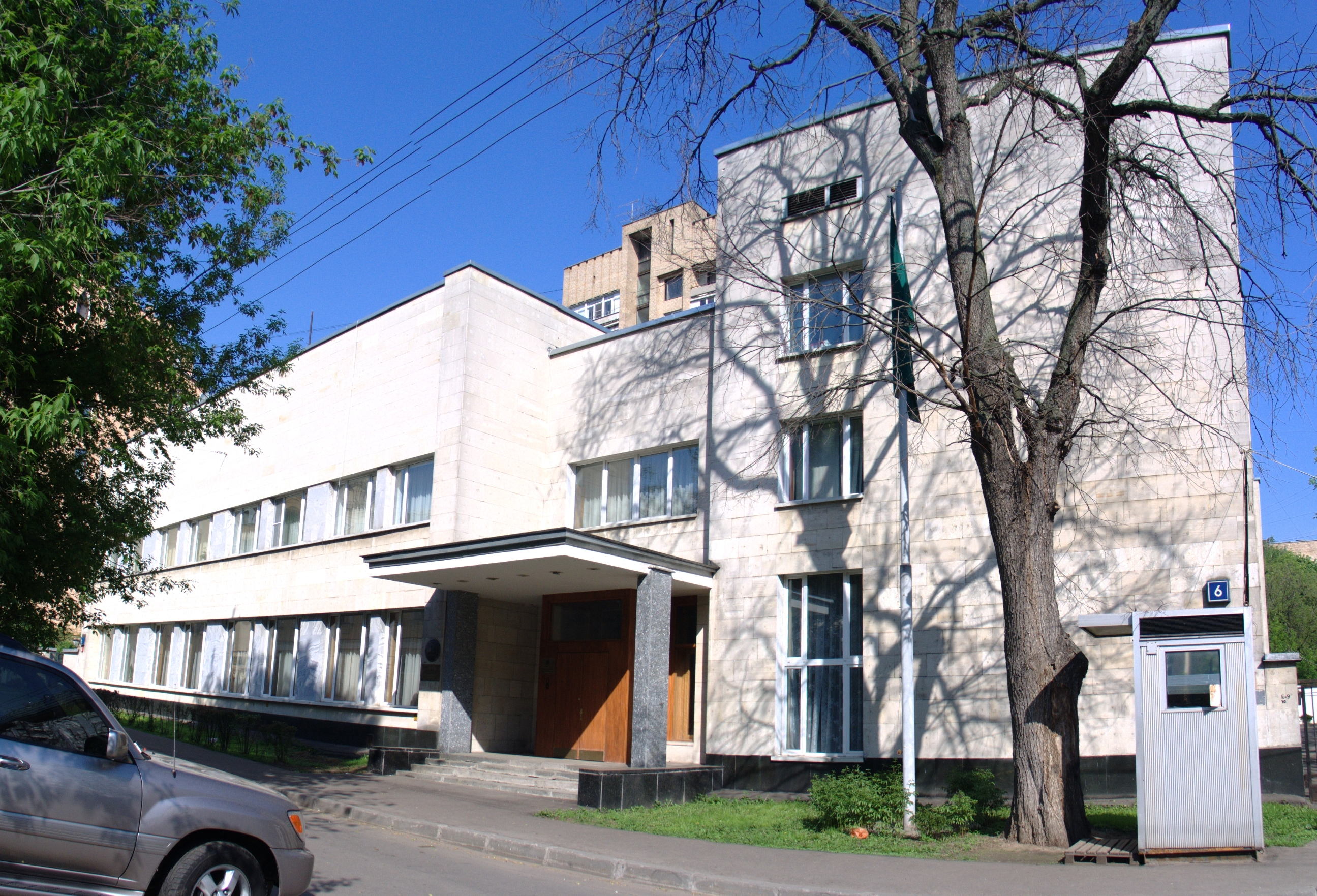
Bangladeschische Botschaft in Moskau

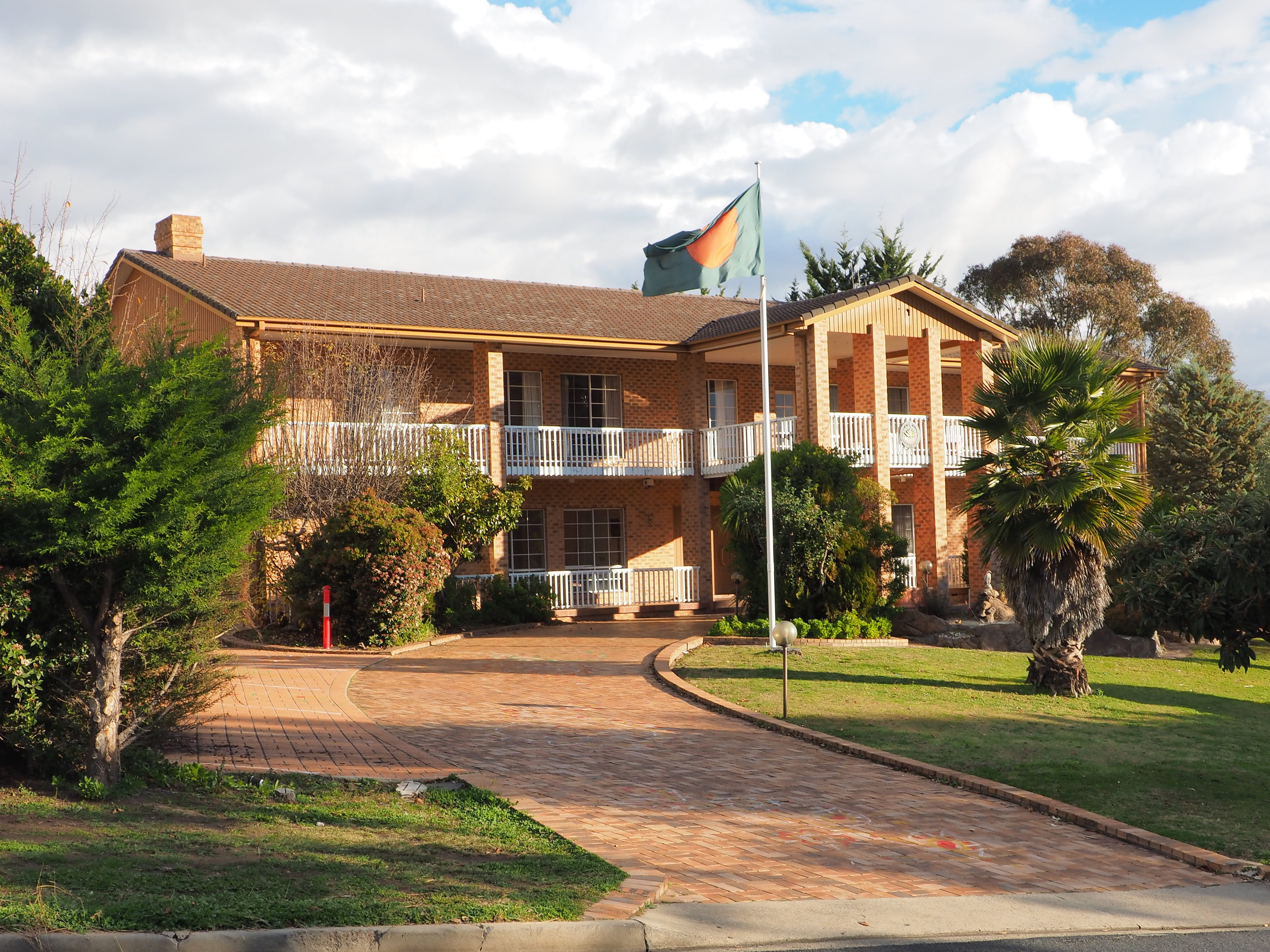
Hohe Kommission von Bangladesch in Canberra

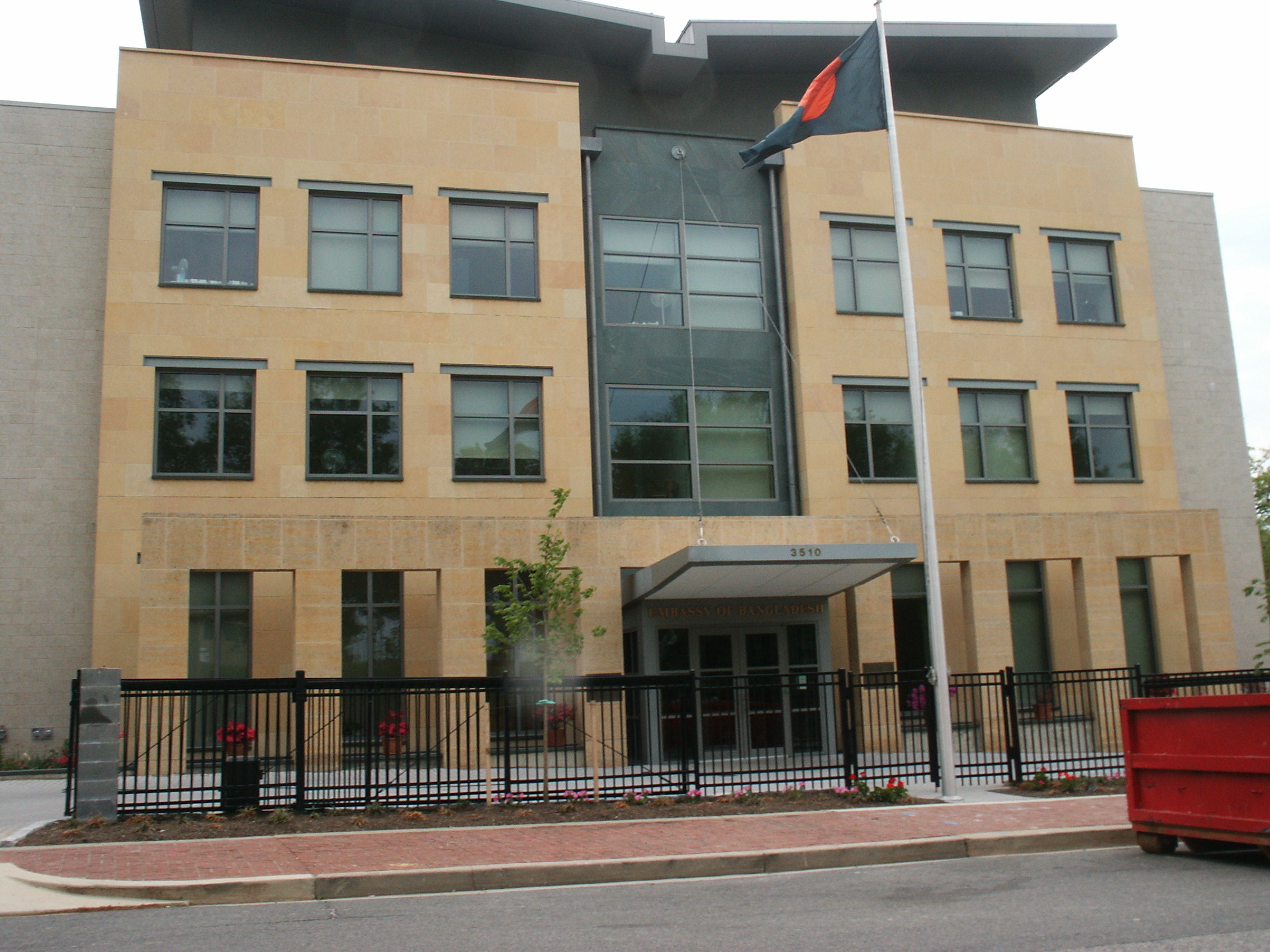
Bangladeschische Botschaft in Washington, D.C.

### Afrika
| - Ägypten: Kairo, Botschaft - Algerien: Algier, Botschaft - Äthiopien: Addis Abeba, Botschaft - Kenia: Nairobi, Hohe Kommission - Libyen: Tripolis, Botschaft | - Mauritius: Port Louis, Hohe Kommission - Marokko: Rabat, Botschaft - Nigeria: Abuja, Hohe Kommission - Südafrika: Pretoria, Hohe Kommission |

### Amerika
| - Brasilien: Brasília, Botschaft - Kanada: Ottawa, Hohe Kommission - Mexiko: Mexiko-Stadt, Botschaft - Vereinigte Staaten: Washington, D.C., Botschaft | - Vereinigte Staaten: Los Angeles, Generalkonsulat - Vereinigte Staaten: New York, Generalkonsulat - Vereinigte Staaten: Miami, Generalkonsulat |

### Asien
| - Bahrain: Manama, Botschaft - Bhutan: Thimphu, Botschaft - Brunei: Bandar Seri Begawan, Hohe Kommission - Volksrepublik China: Peking, Botschaft - Volksrepublik China: Hongkong, Generalkonsulat - Volksrepublik China: Kunming, Generalkonsulat - Indien: Neu-Delhi, Hohe Kommission - Indien: Agartala, Stellvertretende Hohe Kommission - Indien: Guwahati, Stellvertretende Hohe Kommission - Indien: Kalkutta, Stellvertretende Hohe Kommission - Indien: Mumbai, Stellvertretende Hohe Kommission - Indonesien: Jakarta, Botschaft - Iran: Teheran, Botschaft - Irak: Bagdad, Botschaft - Japan: Tokio, Botschaft - Jordanien: Amman, Botschaft - Katar: Doha, Botschaft - Kuwait: Kuwait, Botschaft - Libanon: Beirut, Botschaft | - Malaysia: Kuala Lumpur, Hohe Kommission - Malediven: Malé, Hohe Kommission - Myanmar: Rangun, Botschaft - Myanmar: Sittwe, Konsulat - Nepal: Kathmandu, Botschaft - Oman: Maskat, Botschaft - Pakistan: Islamabad, Hohe Kommission - Pakistan: Karatschi, Stellvertretende Hohe Kommission - Philippinen: Manila, Botschaft - Saudi-Arabien: Riad, Botschaft - Saudi-Arabien: Dschidda, Generalkonsulat - Singapur: Singapur, Hohe Kommission - Sri Lanka: Colombo, Hohe Kommission - Südkorea: Seoul, Botschaft - Thailand: Bangkok, Botschaft - Usbekistan: Taschkent, Botschaft - Vereinigte Arabische Emirate: Abu Dhabi, Botschaft - Vereinigte Arabische Emirate: Dubai, Generalkonsulat - Vietnam: Hanoi, Botschaft |

### Australien und Ozeanien
- Australien: Canberra, Hohe Kommission
- Australien: Sydney, Stellvertretende Hohe Kommission

### Europa
| - Belgien: Brüssel, Botschaft - Dänemark: Kopenhagen, Botschaft - Deutschland: Berlin, Botschaft - Frankreich: Paris, Botschaft - Griechenland: Athen, Botschaft - Italien: Rom, Botschaft - Niederlande: Den Haag, Botschaft - Österreich: Wien, Botschaft - Polen: Warschau, Botschaft - Portugal: Lissabon, Botschaft | - Russland: Moskau, Botschaft - Schweden: Stockholm, Botschaft - Schweiz: Genf, Botschaft - Spanien: Madrid, Botschaft - Türkei: Ankara, Botschaft - Türkei: Istanbul, Botschaft - Vereinigtes Königreich: London, Hohe Kommission - Vereinigtes Königreich: Birmingham, Stellvertretende Hohe Kommission - Vereinigtes Königreich: Manchester, Stellvertretende Hohe Kommission |

## Vertretungen bei internationalen Organisationen
- Europäische Union: Brüssel, Ständige Mission
- Vereinte Nationen: New York, Ständige Vertretung
- Vereinte Nationen: Genf, Ständige Vertretung
- UNESCO: Paris, Ständige Mission
- FAO: Rom, Ständige Mission